# Hippologica
Hippologica (z řec. hippeus, jezdec, a hipologie) je mezinárodní jezdecký veletrh, který se koná v Berlíně. Veletrh je zaměřen na koně a jezdecký sport a je přístupný i pro širokou veřejnost. Program obvykle kombinuje závody v parkuru a drezuře do stupně T, vzdělávací program a show. Vedle toho nabízí možnost zakoupení jezdeckých potřeb a stájového vybavení. Tuto hlavní jezdeckou akci v Berlíně a Braniborsku v roce 2016 navštívilo 22 000 návštěvníků, kteří si mohli prohlédnout stánky 190 vystavovatelů a nakupovat jejich zboží.   
Příští ročník veletrhu se bude konat 14. - 17. prosince 2017. 